# Strangways-Krater
Koordinaten: 15° 12′ S, 133° 35′ O

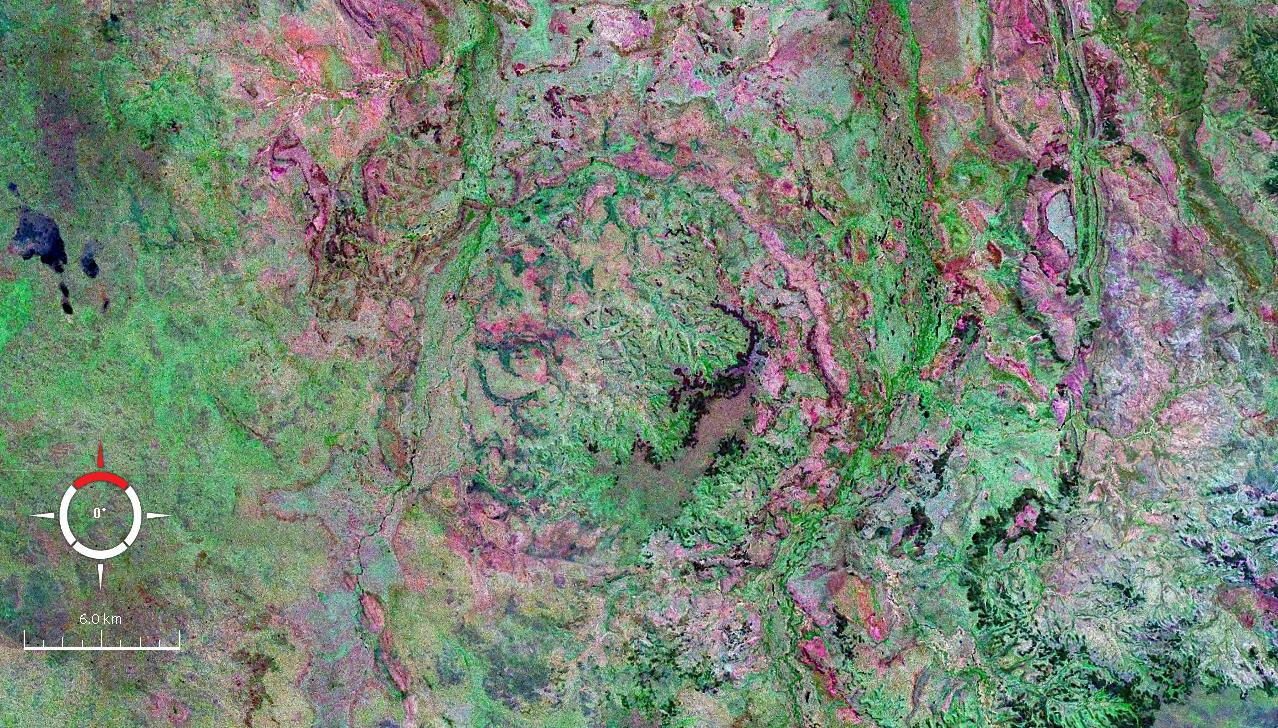
Satellitenbild der Strangways-Impaktstruktur (Landsat)

Der Strangways-Krater ist eine große Impaktstruktur im Norden Australiens.
Die stark erodierte Struktur liegt im Northern Territory und ist nach dem in der Nähe befindlichen Strangways-Fluss benannt. Die kreisförmige Struktur hat ungefähr 16 km Durchmesser und befindet sich im Sedimentgestein des McArthur Basin. Wegen der erheblichen Erosion ist diese jedoch nur ein Relikt des Kraters. Der ursprüngliche Krater hatte, nach verschiedenen Untersuchungen, einen Durchmesser zwischen 24 und 40 km. Nach Radiometrischer Datierung erfolgte der Einschlag vor 646 ± 42 Millionen Jahren.
Die Impaktstruktur ist sehr abgelegen und schwer zugänglich.